# Prințesa Sibylla de Saxa-Coburg-Gotha
Prințesa Sibylla a Suediei, Ducesă de Västerbotten (născută Prințesa Sibylla de Saxa-Coburg și Gotha; 18 ianuarie 1908 – 28 noiembrie 1972) (Prințesa Sibylla Calma Maria Alice Bathildis Feodora) a fost soția Prințului Gustav Adolf, Duce de Västerbotten și mama actualului monarh al Suediei, Carl XVI Gustaf.

## Biografie

### Primii ani
A fost fiica lui Charles Edward, Duce de Saxa-Coburg și Gotha și a Prințesei Victoria Adelaide de Schleswig-Holstein (care era fiica Prințesei Karoline de Schleswig-Holstein-Sonderburg-Augustenburg și a lui Friedrich Ferdinand, Duce de Schleswig-Holstein și descendentă a casei regale scandinave). Prin tatăl ei, era strănepoata reginei Victoria. Bunicul ei era Prințul Leopold, Duce de Albany, fiul cel mic al reginei Victoria și a Prințului Albert

### Căsătorie

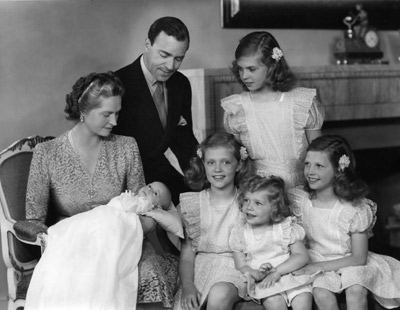
Sibylla și Prințul Gustaf Adolf împreună cu copiii, 1946.

În noiembrie 1931, Sibylla era la Londra și participa la nunta lui Lady May Abel Smith ca domnișoară de onoare. Una dintre celelalte domnișoare de onoare era Ingrid a Suediei, care i l-a prezentat Sibyllei pe fratele ei, Prințul Gustaf Adolf al Suediei, Duce de Västerbotten. Logodna a fost anunțată la palatul Callenberg din Coburg la 16 iunie 1932.
La  19 octombrie, la Coburg, Sibylla s-a căsătorit cu vărul ei de-al doilea Prințul Gustaf Adolf al Suediei printr-o căsătorie civilă urmată de una religioasă ziua următoare. Gustaf Adolf era fiul cel mare al Prințului Moștenitor Gustav Adolf al Suediei (mai târziu regele Gustaf al VI-lea Adolf al Suediei) și al Prințesei Margaret de Connaught (o nepoată a reginei Victoria).
Sibylla nu va deveni niciodată Prințesă Moștenitoare deoarece soțul ei a murit înainte de decesul bunicul lui, regele Gustav al V-lea. Cuplul și-a petrecut luna de miere în Italia înainte de a ajunge la Stockholm la 25 noiembrie 1932. Sibylla n-a fost foarte populară în Suedia. Ea și soțul ei erau oaspeți frecvenți al diferitelor asociații și cluburi germane din Stockholm iar publicul și presa asociau ușor în anii 1930 tot ce era german cu partidul nazist. De asemenea, faptul că unii membri ai familiei ei și rudele din Germania erau active în partidul nazist, i-au afectat reputația în Suedia. În plus, ea avea dificultăți în a învăța limba suedeză, lucru care a mărit distanța dintre ea și suedezi.
Sibylla a murit de cancer la vârsta de 64 de ani, înainte de ascensiunea pe tron a fiului ei.